# Robert Arkwright
Robert Harry Bertram Arkwright, CB, DSO (* 30. Juli 1903 in Bickley, Kent, England; † 14. November 1971 in Swindon, Wiltshire, England) war ein britischer Offizier und zuletzt Generalmajor der British Army.

## Leben

### Ausbildung und Verwendungen als Offizier und Zweiter Weltkrieg
Robert Harry Bertram Arkwright, Sohn von Bertram Harry Godfrey Arkwright (1879–1949) und dessen Ehefrau Grace Emma Julia Hurt. Sein jüngerer Bruder war Oberstleutnant Francis Godfrey Bertram Arkwright, DSO, Military Cross (1905–1942), der auch ein First-Class Cricketspieler war, während sein Großonkel der Politiker Francis Arkwright (1846–1915) war, der zwischen 1874 und 1880 dem Unterhaus (House of Commons) sowie von 1895 bis 1906 dem Legislativrat von Neuseeland (Legislative Council of New Zealand) als Mitglied angehörte. Er selbst absolvierte nach dem Schulbesuch eine Offiziersausbildung am Royal Military College Sandhurst. Nach dem Abschluss wurde er am 31. Januar 1924 als Second Lieutenant in das Kavallerieregiment 12th Royal Lancers (Prince of Wales’s) übernommen. Er fand in den folgenden Jahren zahlreiche Verwendungen als Offizier sowie Stabsoffizier. Er war zwischen 1935 und 1936 Absolvent des Staff College Camberley, an dem Geoffrex Bourne, Roger Bower, Eric Bols, John Yeldham Whitfield, Lewis Lyne, Freddie de Guingand, Stephen Shoosmith, Charles Keightley, Walter Lentaigne, Horatius Murray, Terence Airey und Gerald Lloyd-Verney zu seinen Jahrgangskameraden gehörten.
Nachdem ihm zu Beginn des Zweiten Weltkrieges am 5. August 1940 der kommissarische Rang als Acting Lieutenant-Colonel verliehen wurde, wurde er stellvertretender Assistierender Generaladjutant der in Frankreich eingesetzten 1. Panzerdivision (Deputy Assistant Adjutant-General, 1st Armoured Division). Am 5. November 1940 erhielt er den kriegsdienstbezogenen Rang als War Substantive Major sowie zeitgleich den zeitlich befristeten Dienstgrad als Temporary Lieutenant-Colonel und war daraufhin bis 1942 Erster Generalstabsoffizier der 8. Panzerdivision (General Staff Officer 1, 8th Armoured Division), wobei er in dieser Verwendung am 31. Januar 1941 auch zum Major befördert wurde.
Im weiteren Kriegsverlauf erhielt Arkwright am 6. September 1942 die kommissarischen Ränge als Acting Colonel sowie zeitgleich als Acting Brigadier und fungierte anschließend bis 1943 als Kommandierender Brigadegeneral der Panzerverbände der in Nordafrika operierenden Achten Armee (Eighth Army), deren Oberkommandierender Generalleutnant Bernard Montgomery war. In dieser Verwendung erhielt er am 6. März 1943 den kriegsdienstbezogenen Rang als War Substantive Lieutenant-Colonel sowie zugleich die zeitlich befristeten Dienstgrade als Temporary Colonel und als Temporary Brigadier. Für seine Verdienste wurde er 1943 zum Companion des Distinguished Service Order (DSO) und fungierte zwischen dem 23. Juli 1943 und dem 19. August 1944 als Kommandeur der 23. Selbständigen Panzerbrigadegruppe (Commanding Officer, 23rd Independent Armoured Brigade Group), die anfangs während des Italienfeldzuges bei der Operation Husky (10. Juli bis 17. August 1943) und der Alliierte Invasion in Italien im September 1943 sowie später im Mittleren Osten zum Einsatz kam. Im Mittleren Osten war er zwischen dem 19. August und dem 2. September 1944 kurzfristig Kommandeur der Force 140 sowie anschließend vom 2. September bis 19. Oktober 1944 in Nordafrika Kommandeur der nach ihm benannten ArkForce. Nachdem er nach Griechenland versetzt worden war, war er vom 19. Oktober bis 4. Dezember 1944 zunächst Kommandeur der 23. Panzerbrigade (Commanding Officer 23rd Armoured Brigade) sowie im Anschluss zwischen dem 4. Dezember 1944 und dem 8. Januar 1945 wieder Kommandeur der ArkForce, ehe er zuletzt vom 8. Januar 1945 bis Kriegsende abermals als Kommandeur der 23. Selbständigen Panzerbrigadegruppe fungierte. Für seine Verdienste erfolgte 1945 seine Ernennung zum Companion des Order of the Bath (CB).

### Nachkriegszeit und Aufstieg zum Generalmajor

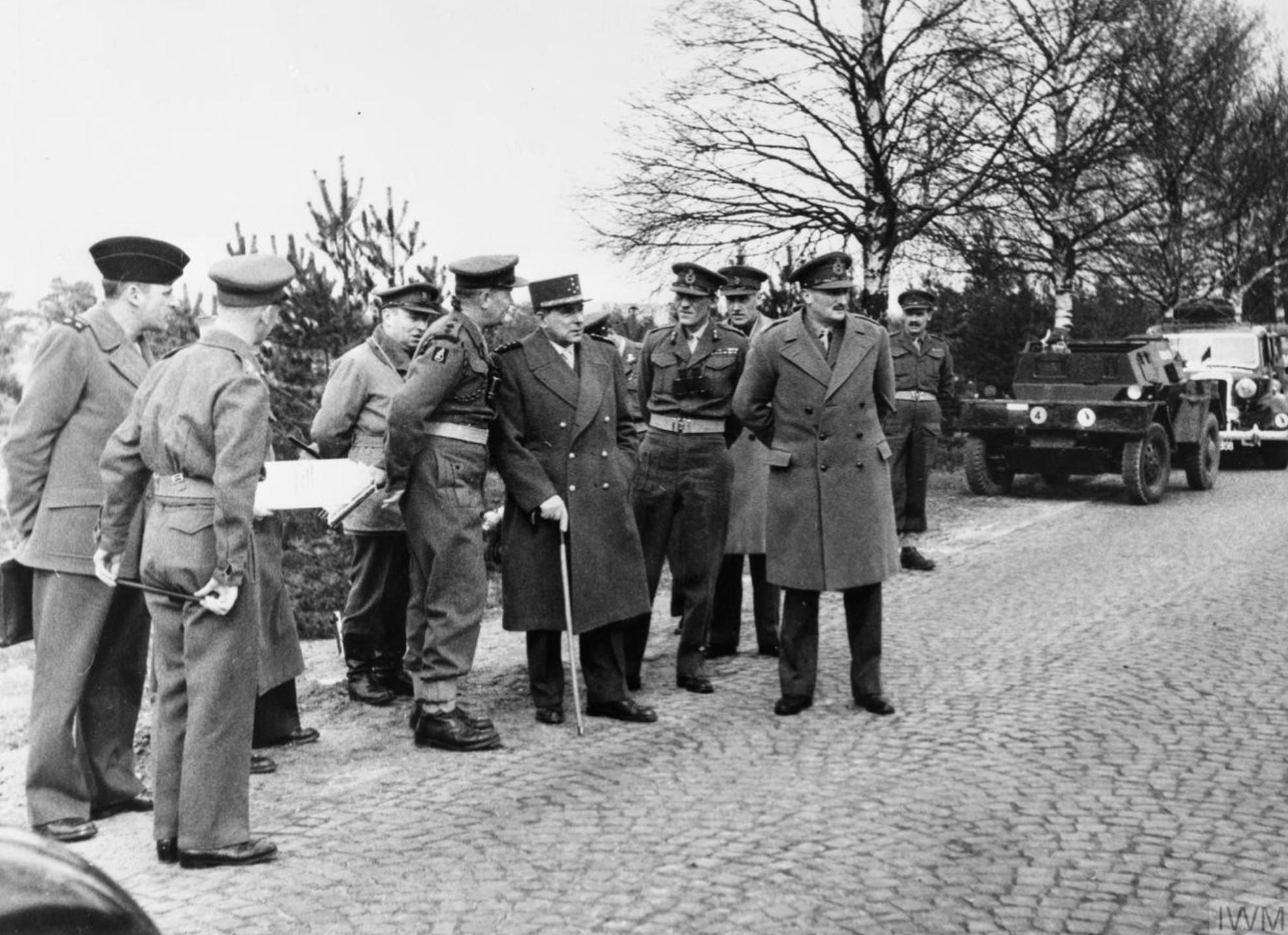
Generalmajor Robert Arkwright (4.v.r.) während eines NATO-Manövers mit Generalleutnant Charles Keightley (2. rechts) und dem französischen General Jean de Lattre de Tassigny (1950).

In der Nachkriegszeit wurde Arkwright am 26. Februar 1946 zum Colonel befördert. Nachdem ihm am 1. April 1946 der kommissarische Rang als Acting Major-General verliehen wurde, löste er am 11. April 1946 Generalmajor Cameron Nicholson als Kommandeur der 2. Infanteriedivision (General Officer Commanding, 2nd Infantry Division) und hatte diesen Posten bis Oktober 1946 inne, woraufhin Generalmajor John Churcher ihn ablöste. Im Januar 1947 wechselte er ins Kriegsministerium und war bis Oktober 1948 Direktor für die Panzertruppe (Director of Royal Armoured Corps, War Office). In dieser Verwendung wurde er am 2. Mai 1947 auch zum Major-General befördert, wobei diese Beförderung rückwirkend zum 21. Dezember 1946 erfolgte.
Im September 1948 übernahm Generalmajor Arkwright von Generalmajor Gerald Lloyd-Verney den Posten als Kommandeur der 56. (Londoner) Panzerdivision (General Officer Commanding, 56th (London) Armoured Division) und behielt dieses Kommando bis zu seiner Ablösung durch Generalmajor Harold Pyman im August 1949. Zuletzt wurde er im März 1949 Nachfolger von Generalmajor Euan Miller als Kommandeur der zur Britischen Rheinarmee gehörenden 7. Panzerdivision (General Officer Commanding, 7th Armoured Division) und verblieb in dieser Funktion bis Mai 1951, woraufhin Generalmajor Charles Phibbs Jones ihn dort ablöste. Am 8. September 1951 schied er aus dem aktiven Militärdienst und trat in den Ruhestand.
Robert Arkwright heiratete 1927 Kathleen Gladys Hanbury, deren Vater E. E. Hanbury als Major im Garderegiment Scots Guards diente.